# روجر شاه
روجر شاه (بالألمانية: Roger-Pierre Shah)‏ هو ملحن ومنتج أسطوانات ودي جيه ألماني، ولد في 30 نوفمبر 1972 في إسلينغن آم نيكار في ألمانيا.

## وصلات خارجية
- الموقع الرسمي
- روجر شاه على موقع ميوزك برينز (الإنجليزية)
- روجر شاه على موقع ميوزك برينز (الإنجليزية)
- روجر شاه على موقع ميوزك برينز (الإنجليزية)
- روجر شاه على موقع أول ميوزيك (الإنجليزية)
- روجر شاه على موقع أول ميوزيك (الإنجليزية)
- روجر شاه على موقع ديسكوغز (الإنجليزية)
- روجر شاه على موقع ديسكوغز (الإنجليزية)
- روجر شاه على موقع ديسكوغز (الإنجليزية)